# Brigitte Hamann
Brigitte Hamann (Essen, Alemanya, 26 de juliol de 1940 - Viena, Àustria, 4 d'octubre de 2016) va ser una historiadora i escriptora germanoaustriaca.

## Biografia
Va estudiar Història a Münster i a Viena i durant un temps va treballar com a periodista a la seva població nata, Essen. El 1965 es va casar amb l'historiador i professor universitari Günther Hamann (1924-1994) i va treballar com a ajudant del seu marit a la Universitat de Viena, abans de graduar-se el 1978 amb una tesi sobre la figura del príncep hereu Rodolf, fill d'Isabel de Baviera. La tesi es va publicar en format de llibre aquell mateix any i va esdevenir un gran èxit editorial. Alemanya de naixement, a Viena es va naturalitzar austríaca. La parella va tenir tres fills.

## Crítiques
Hitlers Wien. Lehrjahre eines Diktators és un estudi del període menys conegut de la vida del dictador Hitler, en què va examinar com eren les actituds de la societat al moment de la seva estada a Viena entre 1908 i 1913, com també els efectes del seu temor desmesurat a la infecció i les dones.
El 2002 va publicar Die Familie Wagner, que és una biografia de Winifred Wagner, la dona britànica que es va casar amb Siegfried Wagner, fill del compositor Richard Wagner, i que es va convertir en amiga íntima de Hitler. La publicació va obtenir l'esment «Llibre de l'Any». Aquell mateix any va rebre el «Concordia-Preis» en reconeixement del seu treball.

## Premis
- 1978 Premi Heinrich Drimmel
- 1982 Premi Comisso
- 1986 Premi Donauland Sachbuch
- 1995 Premi Anton Wildgans
- 1998 Premi Bruno Kreisky
- 2002 Llibre de l'any 2002 per Winifred Wagner oder Hitlers Bayreuth
- 2002 Llibre històric de l'any 2002 també Winifred Wagner oder Hitlers Bayreuth
- 2002 Premi d'honor del club de premsa Concordia
- 2004 Premi de la ciutat de Viena per a periodisme
- 2006 Medalla d'honor de la capital federal Viena en plata
- 2012 Premi d'honor del comerç llibreter austríac

## Obres en alemany
- Rudolf, Kronprinz und Rebell, Viena 1978
- Elisabeth, Kaiserin wider Willen, Viena 1981
- Mit Kaiser Max in Mexiko, Viena 1983
- Kaiserin Elisabeth. Das Poetische Tagebuch, Viena 1984
- Bertha von Suttner. Ein Leben für den Frieden, Múnic 1986
- Die Habsburger. Ein Biographisches Lexikon, Múnic 1988
- Nichts als Musik im Kopf. Das Leben von Wolfgang Amadeus Mozart, Viena 1990
- Elisabeth. Bilder einer Kaiserin, Viena 1995
- Meine liebe gute Freundin! Die Briefe Kaiser Franz Josephs an Katharina Schratt, Múnic 1992
- Hitlers Wien. Lehrjahre eines Diktators, Múnic 1996
- Kronprinz Rudolf. Majestät, ich warne Sie, Múnic 2002
- Winifred Wagner oder Hitlers Bayreuth, Múnic 2002
- Der erste Weltkrieg. Wahrheit und Lüge in Bildern und Texten, Múnic 2004
- Ein Herz und viele Kronen. Das Leben der Kaiserin Maria Theresia, Viena 2004
- Die Familie Wagner, Reinbek bei Hamburg 2005
- Kronprinz Rudolf. Ein Leben, Viena 2005
- Mozart. Sein Leben und seine Zeit, Viena 2006
- Hitlers Edeljude. Das Leben des Armenarztes Eduard Bloch, Múnic 2008
- Österreich. Ein historisches Portrait, Múnic 2009